# 밀드레드 팩스턴 무디
밀드레드 팩스턴 무디(Mildred Paxton Moody, 1897년 4월 20일 ~ 1983년 3월 1일)는 미국 텍사스주 주지사의 부인으로, 남편은 댄 무디이다. 제42차 텍사스 입법부의 추천으로, 1931년 맨션 감독 위원회를 설립하였고, 팩스턴 무디 여사가 초대 이사회의 수장으로 선출되었다. 1965년에 관련 제도가 없어지기 직전까지 해당 이사회는 텍사스 주지사 관저의 모든 내·외부의 유지 및 개선을 감독한 바 있었다.

## 학력
- 하든-시몬스 대학교(영어판) 학사
- 텍사스 대학교 오스틴 석사
- 컬럼비아 대학교 언론학 학위